# Efthimios Mitropoulos

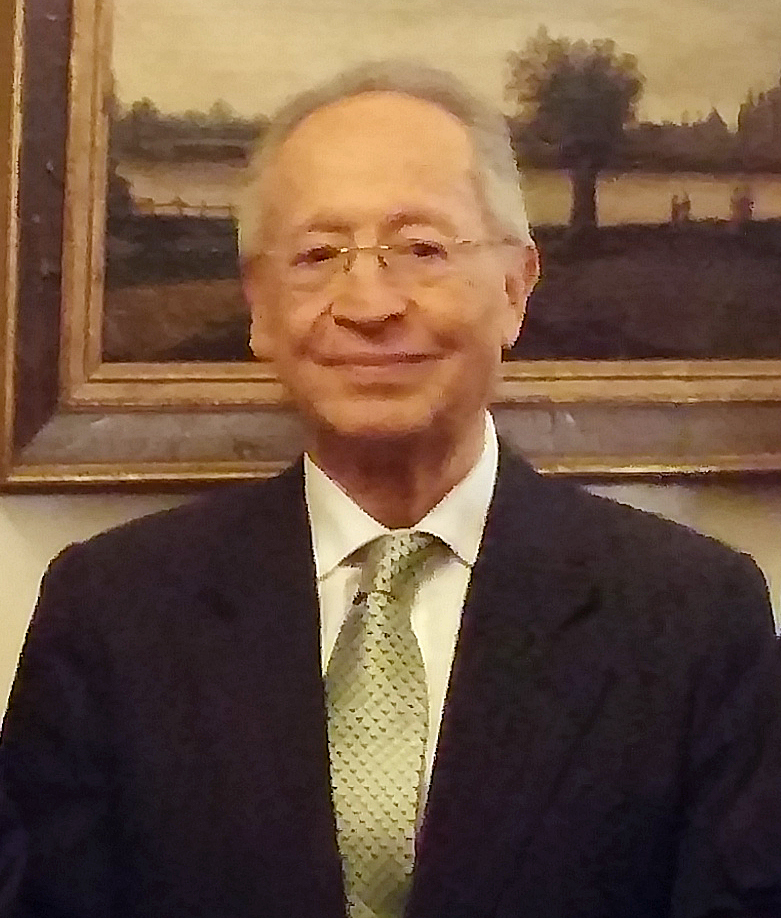
Efthimios Mitropoulos

Efthimios (Thimio) E. Mitropoulos; (griechisch Ευθύμιος Μητρόπουλος Efthymios Mitropoulos; * 30. Mai 1939 in Piräus) ist ein griechischer UN-Funktionär und war von 2004 bis 2011 Generalsekretär der Internationalen Seeschifffahrts-Organisation.

## Familie und Ausbildung
Mitropoulos entstammt einer Familie aus Galaxidi. Sein Vater war Offizier der griechischen Handelsmarine. Sein Großvater mütterlicherseits besaß mehrere Brigatinen und Schoner. Mitropoulos ist mit Chantal Byvoet verheiratet und Vater einer Tochter und eines Sohns. Seine Schulbildung erhielt er am Collège St. Paul in Piräus. Ab 1957 besuchte er die Akademie der Handelsmarine in Aspropirgos, die er 1959 als Bester seines Jahrgangs abschloss. Nach einer dreijährigen Offiziersausbildung auf verschiedenen Handelsschiffen, nahm er das Studium an der Akademie der griechischen Küstenwache auf. Dort erhielt er, wiederum als Jahrgangsbester, 1962 seinen Abschluss. 1965 erhielt Mitropoulos ein Stipendium zum Studium der Seeverkehrswirtschaft in Rom, Venedig und Genua. 1970 nahm er zudem an einem Kurs für Meerestechnik am Lloyd’s Register of Shipping teil.

## Beruflicher Werdegang
Nach dem Abschluss des Studiums an der Akademie der griechischen Küstenwache wurde Mitropoulos als Offizier zunächst auf Korfu und später in Piräus eingesetzt. Bei seinem Austritt aus dem aktiven Dienst der Küstenwache hatte er den Rang eines Konteradmirals inne. Zwischen 1966 und 1977 nahm er als Mitglied der griechischen Delegation an zahlreichen Sitzungen der verschiedenen Ausschüsse der Internationalen Seeschifffahrts-Organisation teil. Zudem war er 1974 Teilnehmer der Konferenz zur Verabschiedung der International Convention for the Safety of Life at Sea. Auch besuchte er als Vertreter des griechischen Ministeriums für Handelsschifffahrt von 1975 bis 1977 die dritte UN-Seerechtskonferenz. In den Jahren 1977 bis 1979 war Mitropoulos Hafenmeister auf Korfu, bevor er im Januar Mitarbeiter der Internationalen Seeschifffahrts-Organisation wurde. Dort durchlief er, zunächst als Mitarbeiter und später als Leiter, zahlreiche Abteilungen. Unter anderem befasste er sich mit Fragen der Sicherheit auf See. Von 1989 bis 1998 war er maßgeblich an der Ausarbeitung eines Search-and-Rescue-Plans für die Mitgliedsstaaten der Organisation befasst. Im Mai 2000 wurde er zum stellvertretenden Generalsekretär ernannt. Drei Jahre später, im November 2003 wählte ihn die Generalversammlung schließlich zum Leiter der Organisation. Das Amt des Generalsekretärs hatte Mitropoulos bis Ende 2011 inne.

## Sonstiges
Von 1972 bis 1976 gab Mitropoulos regelmäßig Kurse in Seeverkehrswirtschaft an der Akademie der griechischen Küstenwache. Zwischen 2005 und 2012 war er Kanzler der World Maritime University. In seiner Freizeit treibt er gerne Sport und interessiert sich für die Geschichte der Seefahrt.

## Auszeichnungen und Mitgliedschaften
- Kommandeur des Phönix-Ordens
- Großoffizier (2007) und Komtur des Verdienstordens der Italienischen Republik
- Offizier des Seeverdienstordens
- Träger des International Maritime Prize 2011[2]

Neben dieser Auszeichnungen ist Mitropoulos Träger der Ehrendoktorwürde zahlreicher Universitäten, darunter etwa die Universität Messina und die City University London. Zudem ist er Ehrenbürger von Galaxidi und gehört der Royal National Lifeboat Institution an. Daneben ist er Ehrenmitglied der International Federation of Shipmasters' Associations und Fellow am Nautical Institute.

## Publikationen
- Challenges facing IMO. In: Maritime reporter and engineering news. Juni 2004, ISSN 0025-3448, S. 26–28; 79–80.
- Enhancing navigational safety in the Malacca and Singapore Straits. In: Singapore journal of international & comparative law. Vol. 3 (1999), Nr. 2, ISSN 0218-2173, S. 305–315.